# Директан пренос
Директан пренос је југословенски филм из 1982. године. Режију и сценарио је урадио Дарко Бајић.

## Кратак садржај
Два младића и једна девојка, пролазећи кроз све дилеме своје генерације, живе заједно и покушавају да изграде свој свет, да нађу своје место у друштву. Начин њиховог живота, поимање истине и правде, љубави и страсти, сваког од њих доводи у сукоб са средином, са људима који желе да промене њихове односе и да их уклопе у општеприхваћене моралне норме. Они полако посустају и тада се читав њихов свет мења. Неко се уклапа у једноличну свакодневицу а неко ће наћи снаге да се одупре…

## Улоге
| Глумац               | Улога               |
| -------------------- | ------------------- |
| Борис Комненић       | Филип               |
| Лада Скендер         | Сандра              |
| Бранко Видаковић     | Бане                |
| Жарко Радић          | Уредник             |
| Миња Стевовић        | Спикерка            |
| Ерол Кадић           | Бркић               |
| Горица Поповић       | Једвига             |
| Бранка Петрић        | Службеница          |
| Радован Миљанић      | Редитељ             |
| Љубивоје Тадић       | Председник омладине |
| Жељка Башић          | Певачица            |
| Ђорђе Ненадовић      | Марко               |
| Веља Ђуровић         |                     |
| Драган Ушендић       |                     |
| Бранко Ђорђевић      |                     |
| Јулије Микељевић     |                     |
| Ружица Марић         |                     |
| Владимир Ристић      |                     |
| Иван Гржетић         |                     |
| Милица Драгојловић   |                     |
| Милан Стојковић Брка |                     |
| Бранислав Лечић      |                     |

## Специјални гости
- Жарко Лаушевић - Фантом
- Елизабета Ђоревска - Леа

## Певачица
- Зекија Хоџић - Јела бих купуса